# Fonts de la plaça Santiago Rusiñol
Les Fonts de la plaça Santiago Rusiñol és una obra de Tarragona protegida com a Bé Cultural d'Interès Local.

## Descripció
L'any 1609, amb l'arribada de l'aigua des del Llorito, es va construir una cisterna i una font a la plaça de les Cols.
L'any 1795 es van reformar les escales de la catedral i dos anys més tard es substituïa la font anterior per dues de noves de factura neoclàssica que s'han conservat fins avui en dia. Aquestes es troben a ambdós extrems dels graons inferiors de les escales de la Seu. La base d'aquestes és de llisós, el cos és de pedra de santa Tecla i té forma de prisma quadrat i tenen dues aixetes de bronze.
Les cares laterals tenen esculpides cares de dones.